# Carboneras (Aguascalientes)
Carboneras es una localidad del estado mexicano de Aguascalientes. Es parte del municipio de Tepezalá.

## Demografía
| Gráfica de evolución demográfica |
|                                  |

| Censo | Población |
| ----- | --------- |
| 1900  | 63        |
| 1910  | 183       |
| 1921  | 83        |
| 1930  | 302       |
| 1940  | 325       |
| 1950  | 304       |
| 1960  | 406       |
| 1970  | 519       |
| 1980  | 734       |
| 1990  | 1 004     |
| 2000  | 1 072     |
| 2010  | 1 261     |
| 2020  | 1 494     |